# Пазуха сводов
 Пазуха свода  (нем. Grube — углубление, впадина, выемка, англ.  spandrel — основание свода) — в архитектуре пространство между наружными поверхностями примыкающих друг к другу сводов либо между сводом и стеной.
В более широком значении пазухой называют пространство (вогнутую поверхность), образующееся между сводом и любой плоской поверхностью, между пятами арок, сводов, горизонтальных тяг и карнизов. В индустриальном строительстве пазухами называют расстояние от подоконника до верхнего бруса оконной коробки. Пространство под лестничным пролётом (обычно криволинейной формы) также является одной из разновидностей пазухи свода.
Совершенно неправомерно часто встречающееся в литературе отождествление пазухи свода и распалубок — четырёх поверхностей в виде вогнутых треугольников, образующихся между четырьмя угловыми опорами квадратного в плане средокрестия, четырёх подпружных арок и основанием купола. Такие треугольники имеют собственные названия. Их именуют пандативами, или парусами.
Также неверно отождествление пазухи и падуги либо пазухи и части плоскости стены между архивольтом (обрамлением, дугой) арки и расположенным над ней карнизом либо между архивольтами соседних арок в аркаде, поскольку в этом случае речь идёт не о выемке, а о плоскости. Такая плоскость называется в теории архитектуры антрвольтом.